# ウィリアム・スタッフォード＝ハワード (第2代スタッフォード伯爵)
第2代スタッフォード伯爵ウィリアム・スタッフォード＝ハワード（英語: William Stafford-Howard, 2nd Earl of Stafford、1690年頃 – 1734年1月）は、イングランド貴族。

## 生涯
ジョン・スタッフォード・ハワード（John Stafford-Howard、1714年11月11日没、初代スタッフォード子爵ウィリアム・ハワードの息子）と1人目の妻メアリー・サウスコット（Mary Southcott、サー・ジョン・サウスコットの娘）の息子として、1690年頃に生まれた。
1718年頃、アン・ホルマン（Anne Holman、1695年10月21日 – 1725年5月21日、ジョージ・ホルマンの娘）と結婚、1男3女をもうけた。アンの母は第2代スタッフォード伯爵の父の姉妹だった。
- ウィリアム・マシアス（1719年 – 1751年） - 第3代スタッフォード伯爵
- メアリー・アポロニア・スコラスティカ（Mary Apolonia Scholastica、1721年2月17日 – 1769年） - ギー・オーギュスト・ド・ロアン＝シャボー（英語版）（1683年 – 1760年）と結婚
- アナスタシア（Anastasia、1722年10月21日 – 1807年4月27日） - 修道女
- アン（1725年5月15日 – 1807年以前） - 修道女

1719年4月27日に伯父ヘンリーが死去すると、爵位の特別残余権（special remainder）に基づきスタッフォード伯爵を継承した。
1734年1月にフランスで死去、パリで埋葬された